# Davina Michelle
Michelle Davina Hoogendoornová (* 12. listopadu 1995 Rotterdam), známá pod uměleckým jménem Davina Michelle, je nizozemská zpěvačka a youtuberka. Žije ve městě Capelle aan den IJssel. Její cover písně „Duurt Te Lang“ dosáhl na první místo v nizozemských hitparádách Dutch Top 40, Mega Top 50 a Dutch Single Top 100.

## Kariéra

### SuperStar
V roce 2016 se zúčastnila páté sezóny nizozemské SuperStar, která je v zemi vysílána pod jménem Idols. Na castingu zazpívala píseň od Jessie J „Nobody's Perfect“, poté úspěšně prošla dalším kolem v divadle, následně ale vypadla v duelu.

### YouTube
V únoru 2017 Hoogendoornová založila svůj vlastní kanál na YouTube pod pseudonymem Davina Michelle, kam následně každý týden nahrávala své verze písní v anglickém jazyce. Dne 21. srpna 2017 zveřejnila píseň „What About Us“ od americké zpěvačky Pink. Ta v říjnu pro magazín Glamour prohlásila, že je cover úžasný a že hlas Hoogendoornové je lepší než její. Video se díky tomu stalo virálním a Hoogendoornové zajistilo účast v řadě televizních pořadů, například v RTL Late Night nebo De Wereld Draait Door a pozvána byla také na několik míst ve Spojených státech. V roce 2019 byla také předskokankou Pink v Haagu na jejím turné.
K srpnu 2021 má video více než 19 milionů zhlédnutí a celý YouTube kanál sleduje přes 1,4 milionu uživatelů.

### Beste Zangers
V roce 2018 se Hoogendoornová zúčastnila jedenácté sezóny show Beste Zangers. V páté epizodě zazpívala cover písně „Duurt Te Lang“ od rappera Glena Faria. Dva dny po odvysílání se tato skladba dostala na první místo nejčastěji stahovaných skladeb na iTunes. Později v roce 2018 dosáhla na první místo v Dutch Top 40, Mega Top 50 a Dutch Single Top 100.

### Eurovision Song Contest
18. května 2021 vystoupila Hoogendoornová v prvním semifinále soutěže Eurovision Song Contest 2021, která se konala v jejím rodném městě Rotterdamu. Během intervalového představení s názvem The Power of Water zazpívala svou novou píseň „Sweet Water“.

### Grand Prix Nizozemska 2021
5. září 2021 Hoogendoornová zazpívala během slavnostního zahájení Grand Prix Nizozemska šampionátu Formule 1 státní hymnu. Své vystoupení zopakovala během finálového ceremoniálu poté, co závod ovládl nizozemský jezdec Max Verstappen.

## Diskografie

### Singly
| Titul                                              | Rok  | Nejvyšší umístění | Nejvyšší umístění | Nejvyšší umístění | Nejvyšší umístění |
| Titul                                              | Rok  | NL 40             | NL 100            | BEL (FL)          | NL 2000           |
| -------------------------------------------------- | ---- | ----------------- | ----------------- | ----------------- | ----------------- |
| „Duurt te lang“                                    | 2018 | 1                 | 1                 | 51                | 144               |
| „Skyward“                                          | 2019 | 7                 | 21                | —                 | 1611              |
| „Hoe het danst“ s Marco Borsato a Armin van Buuren | 2019 | 1                 | 2                 | 1                 | 375               |
| „Better Now“                                       | 2019 | 19                | 60                | —                 | —                 |
| „Beat Me“                                          | 2020 | 9                 | 18                | —                 | —                 |
| „17 miljoen mensen“ se Snelle                      | 2020 | 1                 | 1                 | 60                | —                 |
| „My Own World“                                     | 2020 | 17                | 46                | —                 | —                 |
| „Liar“                                             | 2020 | 39                | tip20             | —                 | —                 |
| „Nobody Is Perfect“                                | 2021 | 26                | 49                | —                 | —                 |
| „Sweet Water“                                      | 2021 | 13                | 29                | —                 | —                 |
| „Hold On“                                          | 2021 | 13                | 51                | —                 | —                 |
| „Hyper“                                            | 2021 | 20                | 58                | —                 | —                 |
| „No Angel“                                         | 2022 | —                 | —                 | —                 | —                 |